# Facultad de Teología de Granada
La Facultad de Teología de Granada es un centro universitario privado de enseñanza perteneciente a la Iglesia católica, creado en 1939 y dependiente de la Compañía de Jesús. Tiene su sede en el Campus universitario de Cartuja de Granada y sus fines son la investigación y docencia de la Teología y demás ciencias relacionadas. Puede conferir grados académicos en estas materias con autoridad de la Santa Sede.
Desde el curso 2020-2021, esta facultad estará integrada en la Universidad Loyola, como Campus Granada.

## Historia
Con raíces en el Colegio de san Pablo, establecido en 1544 por la Compañía de Jesús en Granada, y en el centro de formación para estudiantes de la Compañía creado en 1894 en las cercanías del monasterio de Cartuja de la misma localidad, fue fundada en 1939 por influencia del arzobispo de Granada, cardenal Parrado, que venía solicitando a Roma la creación de un centro de formación para los sacerdotes de la archidiócesis hacía algunos años. Se estableció en el Colegio Máximo de Cartuja, un edificio construido desde 1891 e inaugurado en 1894, con profesores jesuitas procedentes de diversos centros de la provincia Bética, llegados en 1937 a Granada, tras la expulsión decretada por el gobierno de la República en 1932, que los había dispersado por distintos centros formativos de la Compañía en Alemania, Bélgica y Francia.
El cardenal Parrado puso en manos de la facultad la formación de los seminarista de la archidiócesis a partir de octubre de 1939. Más tarde, en 1946, el nuevo arzobispo, Balbino Santos Olivera, retiró a los jesuitas de la dirección del seminario, que encargó a sacerdotes diocesanos del clero regular, aunque manteniendo a la Facultad como centro de formación filosófica y teológica.
A partir de 1967 se incorporaron a la Facultad todos los seminaristas mayores de las provincias eclesiásticas del arzobispado de Granada (Almería, Guadix, Cartagena, Jaén y Málaga) y se desarrolla un proceso de adaptación a las directrices surgidas del concilio Vaticano II, abriéndose la formación a laicos y mujeres, proceso culminado culminando en 1973 con la aprobación de nuevos estatutos.
En enero de 2019, se hace oficial por parte del presidente de la Fundación Universidad Loyola Andalucía, Ildefonso Camacho, la integración de dicha facultad en la Universidad Loyola. Sin embargo, esta unificación no será una realidad hasta el inicio del curso 2020-2021, cuando este cambio será visible.